# Рокдон
Рокдон (груз. როკისწყალი осет. Ручъы дон) — река в Рукском ущелье Дзауского района Южной Осетии. Правый приток реки Большая Лиахви. Длина около 9 км, площадь бассейна 27,3 км². Берёт начало на Рокском перевале. Среднегодичный расход воды 0,93 м³/с. В нижнем течении используется для орошения.

## Населённые пункты на реке
(от истока)
- Верхний Рук
- Средний Рук
- Нижний Рук